# Pennington megye (Dél-Dakota)
Pennington megye az Amerikai Egyesült Államokban, azon belül Dél-Dakota államban található. Megyeszékhelye és legnagyobb városa Rapid City. Lakosainak száma 109 222 fő (2020. április 1.). Pennington megye Meade, Custer, Oglala Lakota, Jackson, Haakon, Ziebach, Lawrence és Weston megyékkel határos.

## Népesség
A megye népességének változása:
| Lakosok száma | 101 329 | 102 461 | 104 363 | 105 761 | 108 702 | 109 222 |
|               | 2010    | 2011    | 2012    | 2013    | 2015    | 2020    |